# Servei Internacional de Rotació de la Terra i Sistemes de Referència (IERS)
El Servei Internacional de Rotació de la Terra i Sistemes de Referència (IERS), és l'ens responsable de mantenir la norma mundial de temps i marc de referència, sobretot a través dels seus grups EOP (Parametre d'Orientació de la Terra) i ICRS (Sistema internacional Celeste de referència).

## Història
El IERS va ser establert en la seva forma present en 1987 per la Unió Astronòmica Internacional i la Unió Internacional de Geodèsia i Geofísica, en substitució al Servei de Moció Polar Internacional (IPMS) més primerenc i a la secció de rotació de la Terra de l'Agència Internacional de l'Heure (BIH). El servei va començar a estar operatiu l'1 de gener de 1988. Des dels seus inicis, el IERS ha establert nous departaments que inclouen els centres coordinadors de: GPS (el 1990), DORIS (el 1994) i GGF (el 1998). L'organització era anteriorment coneguda com a "Earth Rotation Service" (Servei de Rotació de la Terra) fins al 2003, quan formalment va canviar el seu nom a la seva forma actual.
- Astrometria
- Temps Atòmic internacional
- Temps Universal coordinat
- Marc de Remissió Celestial internacional
- Rotació de terra, ΔT
- IERS La remissió Meridiana
- Llista de societats astronòmiques